# Ours du Tibet
Taxons concernés
- Ours noir d'Asie
- Ours bleu du Tibetmodifier

Ours du Tibet peut désigner deux ours d’Asie différents :
- Ours noir d'Asie, Ursus thibetanus
- Ours bleu du Tibet, Ursus arctos pruinosus, sous-espèces de l'ours brun

## Galerie d'identification

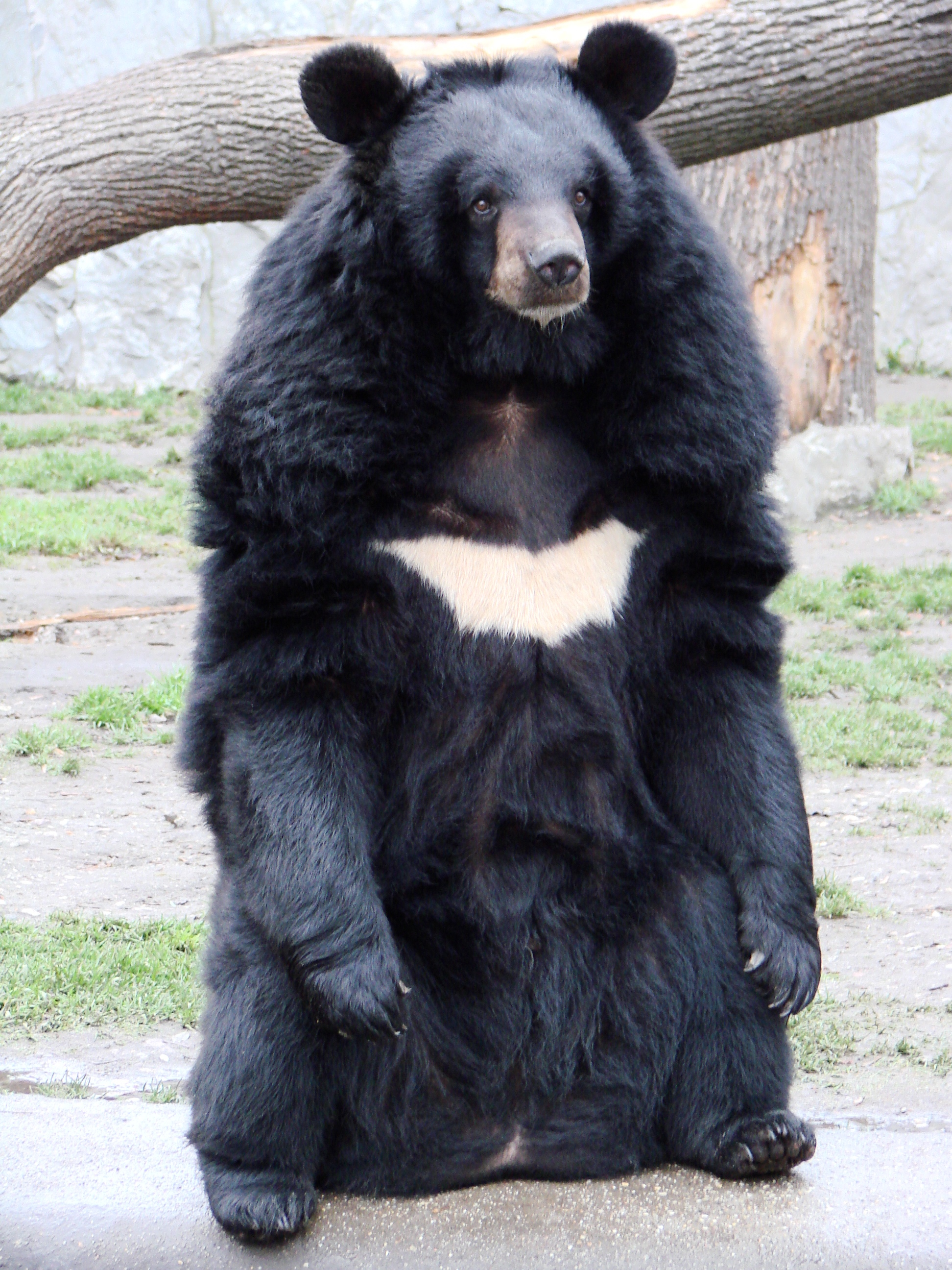
Ours noir d'Asie
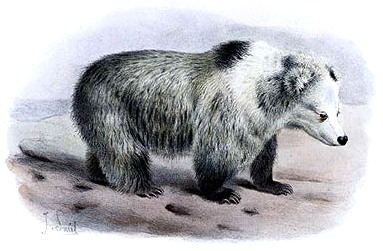
Ours bleu du Tibet